# Anders Wilhelm Pettersson Dahlsten
Anders Wilhelm Pettersson Dahlsten, född 7 november 1836 i Näshults socken, död 4 mars 1918 i Lindsborg, Kansas, var en svenskamerikansk präst.
Anders Wilhelm Pettersson Dahlsten var son till jordbrukaren och muraren Peter Jonsson Dahlsten. Han flyttade med familjen från Näshults till Virserums socken 1837. Sina studier bedrev han i hemmet. Han anställdes som skollärare och blev elev vid Peter Fjellstedts skola i Stockholm 1857. På Fjellstedts uppdrag och på dennes bekostnad avreste han till USA 1859. Där åtnjöt han undervisning vid församlingsskolan i Immanuelsförsamlingen i Chicago, studerade vid Illinois State University 1859-1860, Augustana seminary i Chicago 1860-1861 innan han prästvigdes inom Augustanasynoden 1861. Dahlsten tillhörde inte Augustanasynodens grundare men prästvigdes ett år efter dess grundande och kom att bli en av dess pionjärer.
Dahlsten var pastor vid svenska lutherska församlingen i Rockford Illinois 1861-1864, i Galesburg 1864-1869 och i Fremont och Salemsborg, Kansas 1864-1874. Han var förste president vid Kansaskonferensen 1870. Dahlsten var därefter pastor vid svenska lutherska församlingen i Salemsborg 1874-1888, därtill direktionssekreterare vid Bethany College 1882-1887, pastor vid svenska lutherska församlingen i Georgetown, Golden och Idaho Springs, Colorado 1888-1892, samt i New Andover, Kansas 1892-1909. Han var även medlem av synodalrådet och Kansaskonferensens verkställande kommitté.